# Olga Nikolajewna Jegorowa
Olga Nikolajewna Jegorowa (russisch Ольга Николаевна Егорова, engl. Transkription Olga Yegorova; * 28. März 1972 in Nowotscheboksarsk) ist eine russische Mittelstrecken- und Langstreckenläuferin.
Bei den Olympischen Spielen 2000 in Sydney wurde sie Achte im 5000-Meter-Lauf.
Im März 2001 gewann sie Gold im 3000-Meter-Lauf der Hallenweltmeisterschaften in Lissabon.
Bei einem Dopingtest, dem sie nach dem Golden-League-Meeting im Juli 2001 in Paris unterzogen wurde, wies man das Dopingmittel Erythropoetin (Epo) in der A-Probe nach. Eine zunächst verhängte zweijährige Sperre wurde ausgesetzt, weil aus formalen Gründen der Test nicht gewertet wurde.
Mit dem Makel des Dopingverdachts trat Jegorowa einen Monat später bei den Weltmeisterschaften 2001 in Edmonton an und gewann dort – unter zahlreichen Buhrufen und vorangegangenen Protesten ihrer Konkurrentinnen – den Titel über 5000 Meter.
Am 31. August 2001 stellte sie in Berlin mit 14:29,32 min einen Weltrekord über dieselbe Distanz auf.
Bei den Weltmeisterschaften 2003 in Paris/Saint-Denis wurde sie Zehnte über 5000 Meter. Bei den Olympischen Spielen 2004 in Athen belegte sie den elften Platz im 1500-Meter-Lauf, und bei den Weltmeisterschaften 2005 in Helsinki holte sie über dieselbe Distanz Silber.
Eine Woche vor Beginn der Olympischen Spiele 2008 in Peking wurde sie wegen Verstoßes gegen die Antidopingrichtlinien vorläufig von der IAAF gesperrt. Ihr und sechs weiteren russischen Athletinnen wird aufgrund von DNA-Analysen vorgeworfen, bei Dopingtests in betrügerischer Absicht Urin anderer Personen abgeliefert zu haben. Später wurde sie bis April 2011 gesperrt.